# Дьюхейни, Майк
Майк Дьюхейни (англ. Mike Duhaney; 5 апреля 1974, Нью-Хейвен, Коннектикут, США) — американский футболист, левый защитник.

## Карьера
В 1992—1994 годах Дьюхейни обучался в Невадском университете в Лас-Вегасе и играл за университетскую футбольную команду «Ю-эн-эл-ви Ребелс» в Национальной ассоциации студенческого спорта.
Летом 1995 года Дьюхейни подписал контракт с клубом Эредивизи «Де Графсхап», но не смог получить разрешение на работу в Нидерландах.
В 1994—1996 годах Дьюхейни сыграл более 20 матчей за олимпийскую сборную США. Принимал участие в Панамериканских играх 1995, а также во Всемирных университетских играх 1995. В марте 1996 года в матче с олимпийской сборной Мексики повредил переднюю крестообразную связку колена, из-за чего пропустил Олимпийские игры 1996.
6 февраля 1996 года на Инаугуральном драфте MLS Дьюхейни был выбран в девятом раунде под общим 87-м номером клубом «Тампа-Бэй Мьютини». Сезон 1996 полностью пропустил из-за травмы колена. За «Мьютини» дебютировал 29 марта 1997 года в матче стартового тура сезона против «Метростарз». По итогам сезона 1997 Дьюхейни был признан новичком года в MLS.
Дьюхейни был вызван в сборную США на матч квалификации чемпионата мира 1998 против сборной Мексики, состоявшийся 20 апреля 1997 года. Участвовал в тренировочном лагере сборной США, проходившем в январе 1998 года.
29 июня 1998 года Дьюхейни был обменян в «Метростарз» на Пола Доуэрти. За нью-йоркский клуб дебютировал 8 июля 1998 года в матче третьего раунда Открытого кубка США против клуба Эй-лиги «Хамптон-Родс Маринерс». 15 августа 1998 года в матче против «Майами Фьюжн» забил свой первый гол в MLS.
28 января 2000 года Дьюхейни был обменян в «Коламбус Крю» на Томаса Дули. За «Крю» дебютировал 18 марта 2000 года в матче стартового тура сезона против «Тампа-Бэй Мьютини». 19 июля 2000 года в матче третьего раунда Открытого кубка США против «Хамптон-Родс Маринерс» забил свой первый гол за «Крю».
В 2002 году Дьюхейни присоединился к клубу немецкой Второй Бундеслиги «Майнц 05». Выступал за «Майнц 05 II» в Оберлиге Юго-Запад. За «Майнц 05» во Второй Бундеслиге дебютировал 7 февраля 2003 года в матче против «Вальдхоф Мангейм», выйдя на замену в концовке вместо Марко Розе.
После завершения игровой карьеры работал детским тренером в Аризоне.
В 2019 году вошёл в тренерский штаб женской футбольной команды Бенедиктинского университета в Месе (Аризона) в качестве ассистента.

## Достижения
Индивидуальные
- Новичок года в MLS: 1997